# Saint-Léger-les-Mélèzes
Saint-Léger-les-Mélèzes – miejscowość i gmina we Francji, w regionie Prowansja-Alpy-Lazurowe Wybrzeże, w departamencie Alpy Wysokie.

## Demografia
Według danych na rok 1990 gminę zamieszkiwały 182 osoby, a gęstość zaludnienia wynosiła 27 osób/km². W styczniu 2015 r. Saint-Léger-les-Mélèzes zamieszkiwało 345 osób, przy gęstości zaludnienia wynoszącej 51 osób/km².